# Edge Sportscars

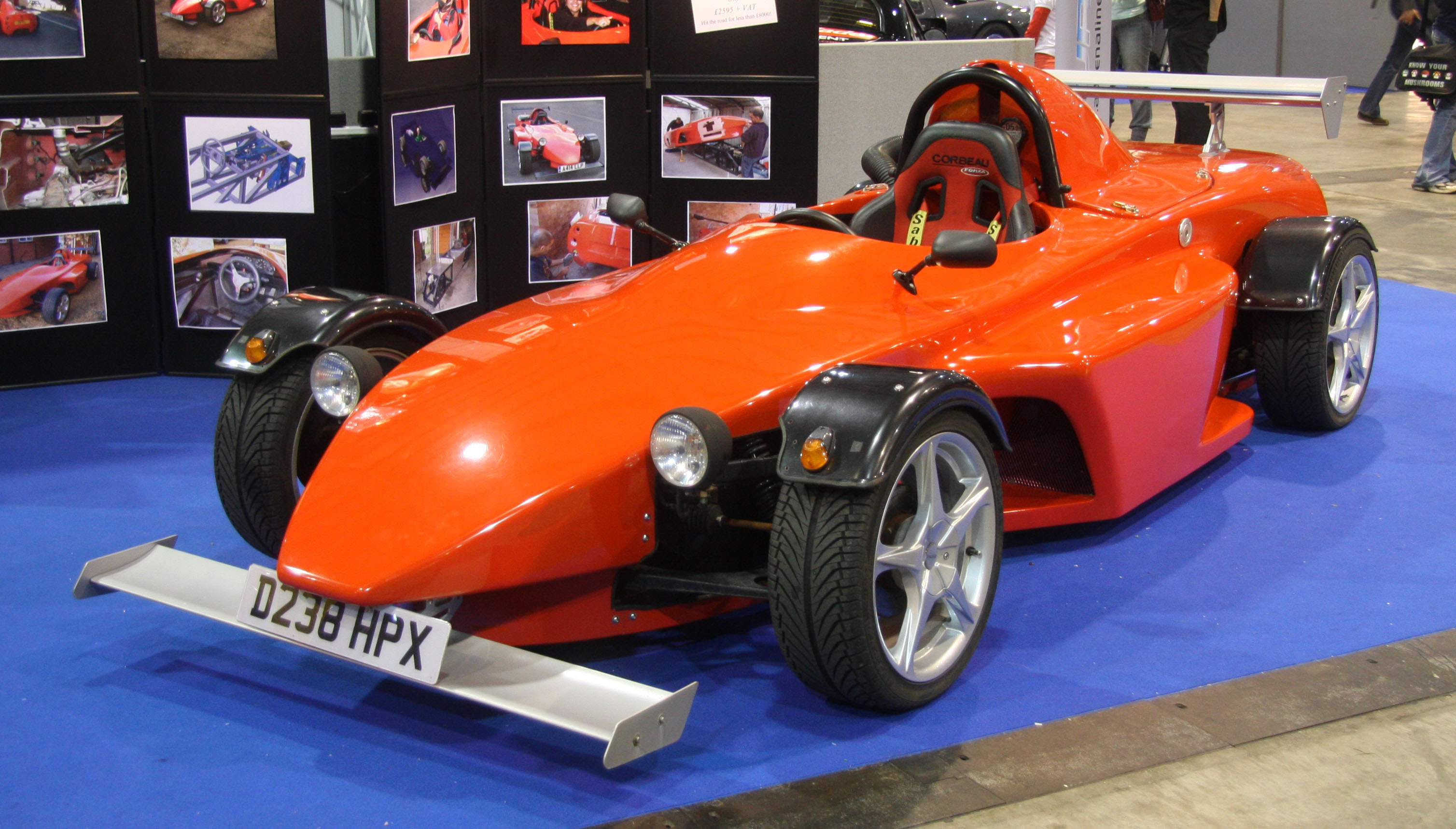
Edge Devil

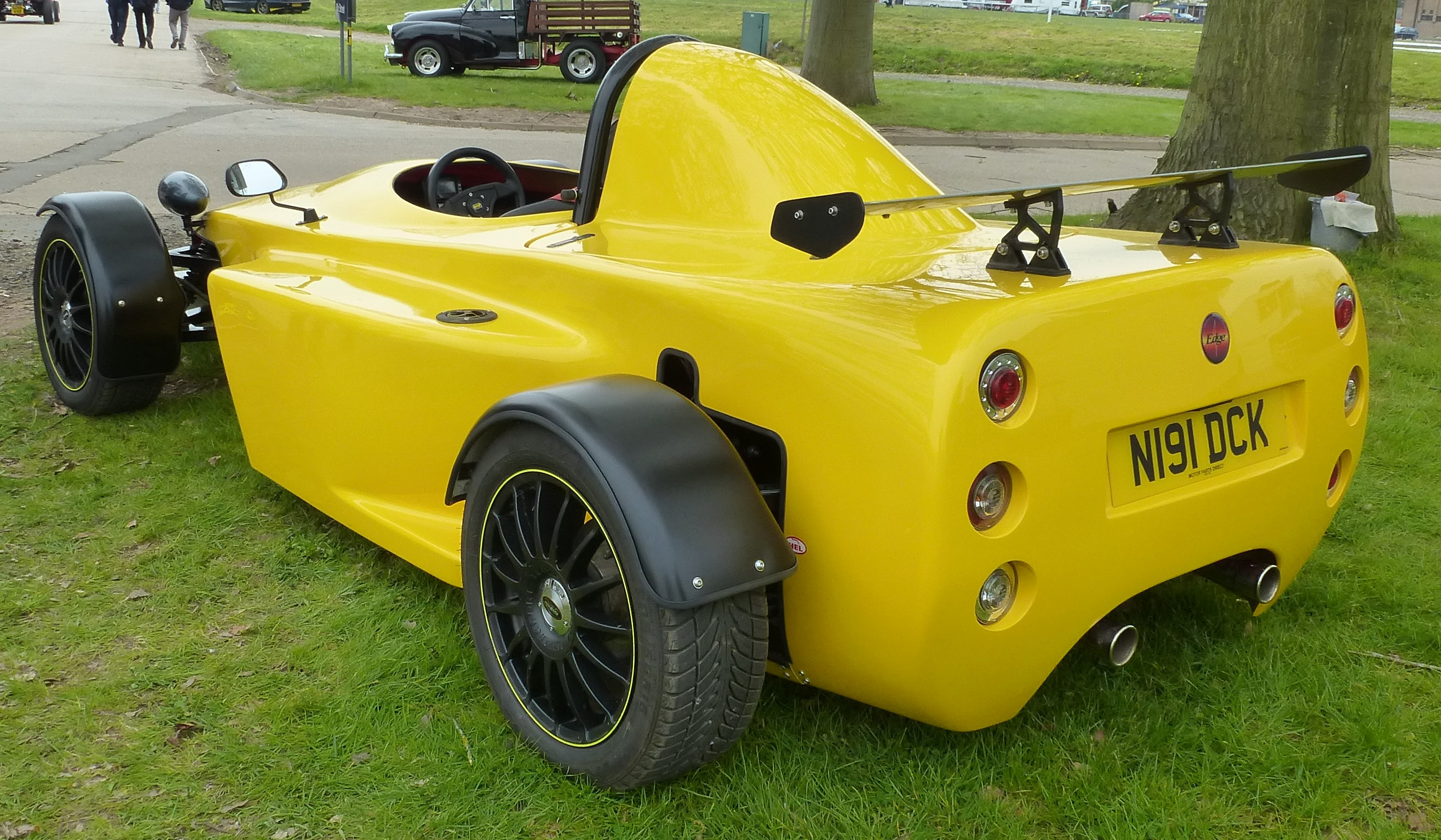
Heckansicht

Edge Sportscars Limited war ein britischer Automobilhersteller.

## Unternehmensgeschichte
Dev Gouri Lall und Robin Hall gründeten am 17. Dezember 2003 das Unternehmen im Londoner Stadtteil Ruislip. Sie begannen 2004 mit der Produktion von Automobilen und Kits. Der Markenname lautete Edge. 2009 endete die Produktion. Am 3. August 2010 wurde das Unternehmen aufgelöst.
Insgesamt entstanden etwa 14 Exemplare.

## Fahrzeuge
Das einzige Modell war der Devil. Dies war ein einsitziger Rennwagen, der auch eine Straßenzulassung erhalten konnte. Die Basis bildete ein Spaceframe-Rahmen. Darauf wurde eine Karosserie aus Fiberglas montiert. Verschiedene Vierzylinder- und V6-Motoren von Audi sowie V8-Motoren amerikanischer Hersteller trieben die Fahrzeuge an.